# Cuadro Benegas
Cuadro Benegas est une localité rurale argentine située dans le département de San Rafael, province de Mendoza.

## Histoire
En 1887, Tiburcio Benegas, gouverneur de Mendoza et l'un des principaux promoteurs de la production de vin dans la province, a colonisé la zone, ainsi qu'une autre colonisation appelée Cuadro García du nom de Deolindo García. Plus tard, seul le nom de Cuadro Benegas a été conservé. Cependant, Cuadro Benegas, où l'on cultivait du fourrage pour le bétail qui était ensuite vendu au Chili, était auparavant habité.

## Sismologie
La sismicité de la région de Cuyo (centre-ouest de l'Argentine) est fréquente et de faible intensité, avec un silence sismique de séismes moyens à graves tous les 20 ans.

## Tourisme
Parmi les attractions, citons le parc aquatique Aqua Park et le parcours de golf Algodón Wine Estates, dont la particularité est que son parcours est situé au milieu des vignobles.

## Voies de communication
Depuis la ville de San Rafael, vous pouvez parcourir environ 9 km en voiture. En bus, l'itinéraire est confié à la compagnie Buttini.

## Religion
| Diocèse  | San Rafael          |
| -------- | ------------------- |
| Paroisse | Santa Clara de Asís |